# 10130 Ardre
10130 Ardre là một tiểu hành tinh vành đai chính với chu kỳ quỹ đạo là 1159.4195057 ngày (3.17 năm).
Nó được phát hiện ngày 19 tháng 3 năm 1993.